# Heimatmuseum Veringenstadt
Das Heimatmuseum Veringenstadt im historischen Bürgersaal im Rathaus von Veringenstadt zeigt die Geschichte des Ortes, der seit 50.000 Jahren kontinuierlich besiedelt ist:
- altsteinzeitliche Kulturfunde des frühen anatomisch modernen Menschen (Homo sapiens)
- Funde der Alamannen
- Stadtgeschichte seit dem Mittelalter
- Hexenprozess der Bader-Ann mit Hexenhemd und Folterwerkzeugen
- Zunftwesen
- Gebrauchsgegenstände des 18. und 19. Jahrhunderts

## Museumsgebäude: Rathaus Veringenstadt

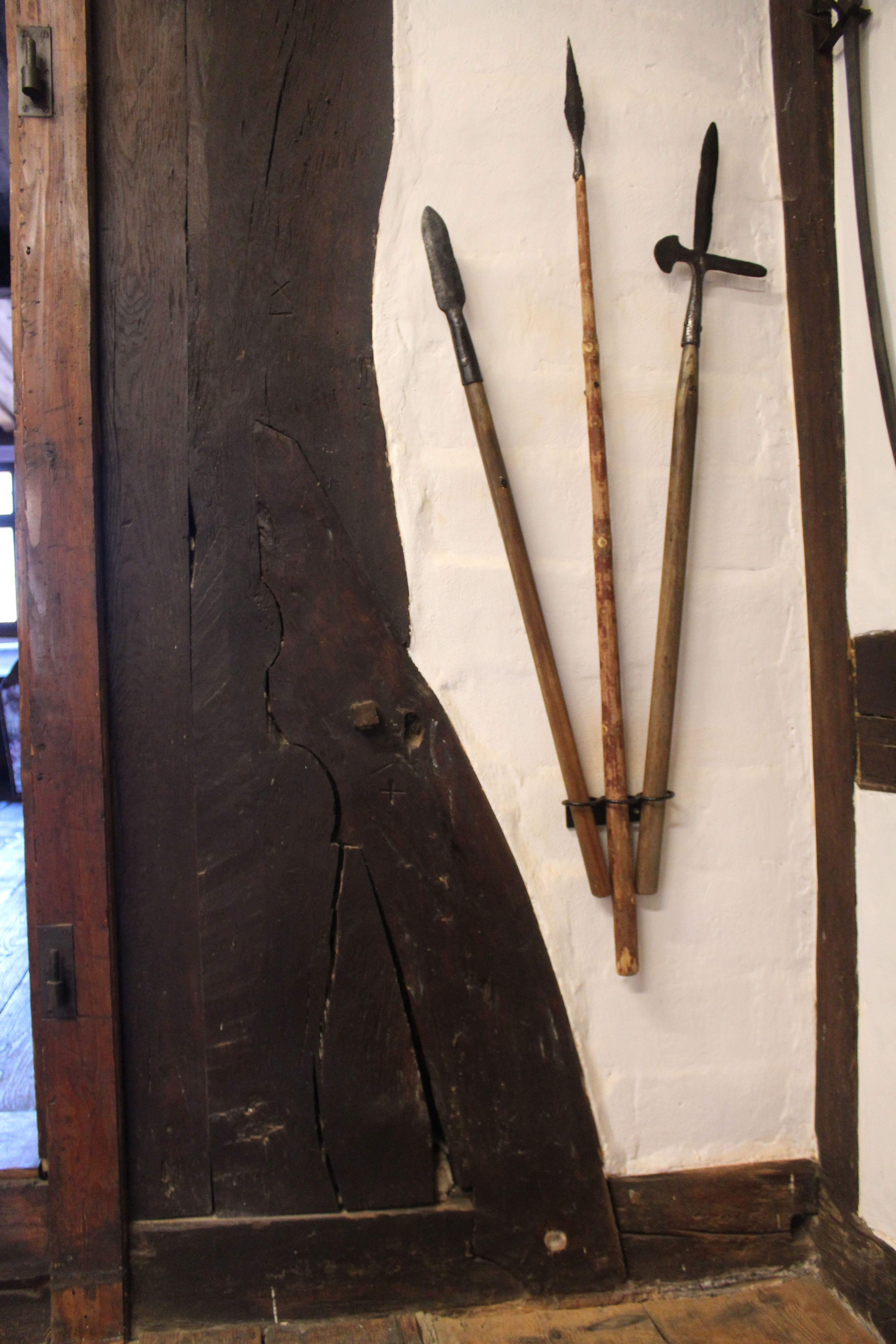
Heimatmuseum Veringenstadt

Das Heimatmuseum ist auch wegen der Räumlichkeiten einzigartig. Das Rathaus von Veringenstadt wurde um 1415 errichtet und ist auch heute noch Sitz der Stadtverwaltung. Damit ist es das älteste Rathaus Hohenzollerns mit kontinuierlicher kommunaler Nutzung. Das Gebäude wurde im 19. Jahrhundert umgebaut und verputzt. Die Renovierung und Freilegung des alemannischen Fachwerks erfolgte 1977.
Das Erdgeschoss war früher eine offene Markthalle. Im zweiten Obergeschoss waren der Bürgersaal, die Ratsstube und die Verwaltung. Im obersten Geschoss befand sich die Getreidehalle. Das Satteldach besteht aus Kehlbalken mit liegendem Stuhl in zwei Geschossen. Alle Geschosse werden von spätgotischen Holzsäulen durchzogen, die bei der Grundsanierung des Gebäudes zwischen 2000 und 2003 sichtbar gemacht wurden.

## Geschichte des Heimatmuseums Veringenstadt
- Die ersten Anregungen zu einem Heimatmuseum stammten von Eduard Peters, nachdem er 1935 erste Funde seiner Ausgrabungen in den Höhlen von Veringenstadt im Rahmen eines großen Heimatfestes im Rathaus ausstellte.[1]
- Im Sommer 1936 konnten die ersten Exponate des Heimatmuseums durch die Vorarbeit von Adolf Rieth, Willy Baur (Hechingen) und Walther Genzmer gezeigt werden. Neben den prähistorischen Funden von Eduard Peters wurde bäuerliches Arbeitsgerät und alte Möbel ausgestellt.[2]
- 1946, unmittelbar nach dem Ende des Zweiten Weltkriegs, wurden die ersten Schaukästen des Heimatmuseums aufgestellt.[3]
- Bis 1956 diente ein Teil des heutigen Museums als Ortsarrest zur Umsetzung örtlicher Disziplinarmaßnahmen.[4]
- 1966 wurde das Heimatmuseum offiziell eröffnet. Die Museumskonzeption wurde von Adolf Rieth und Walther Genzmer ausgearbeitet.[2] Die Eröffnung erfolgte gleichzeitig mit der Errichtung einer Neandertaler-Plastik an der unteren Lauchertbrücke. Die Initiative dazu ging von Bürgermeister Stefan Fink aus, der den Mut hatte, zu sagen: „Wenn alle Bauherren der Geschichte mit ihren Kulturbauten gewartet hätten, bis in jedem Ortswinkel eine brauchbare Straßenlampe brennt, wäre nie etwas Dauerndes gebaut worden!“[5] Auch in Veringenstadt fehlten damals solchen Lampen und viele Einwohner standen diesem Projekt ablehnend gegenüber. Dass die Errichtung der Neandertalerskulptur zum Anlass genommen wurde, eine Neandertaler-Narrengruppe zu entwickeln, zeigt die damals zwiespältige Akzeptanz der Figur.

Im Jahre 2007 wurde das gesamte Rathaus und das Heimatmuseum denkmalgerecht saniert.

## Steinzeitliche Kulturfunde aus der Zeit des Neandertalers und des frühenHomo sapiens

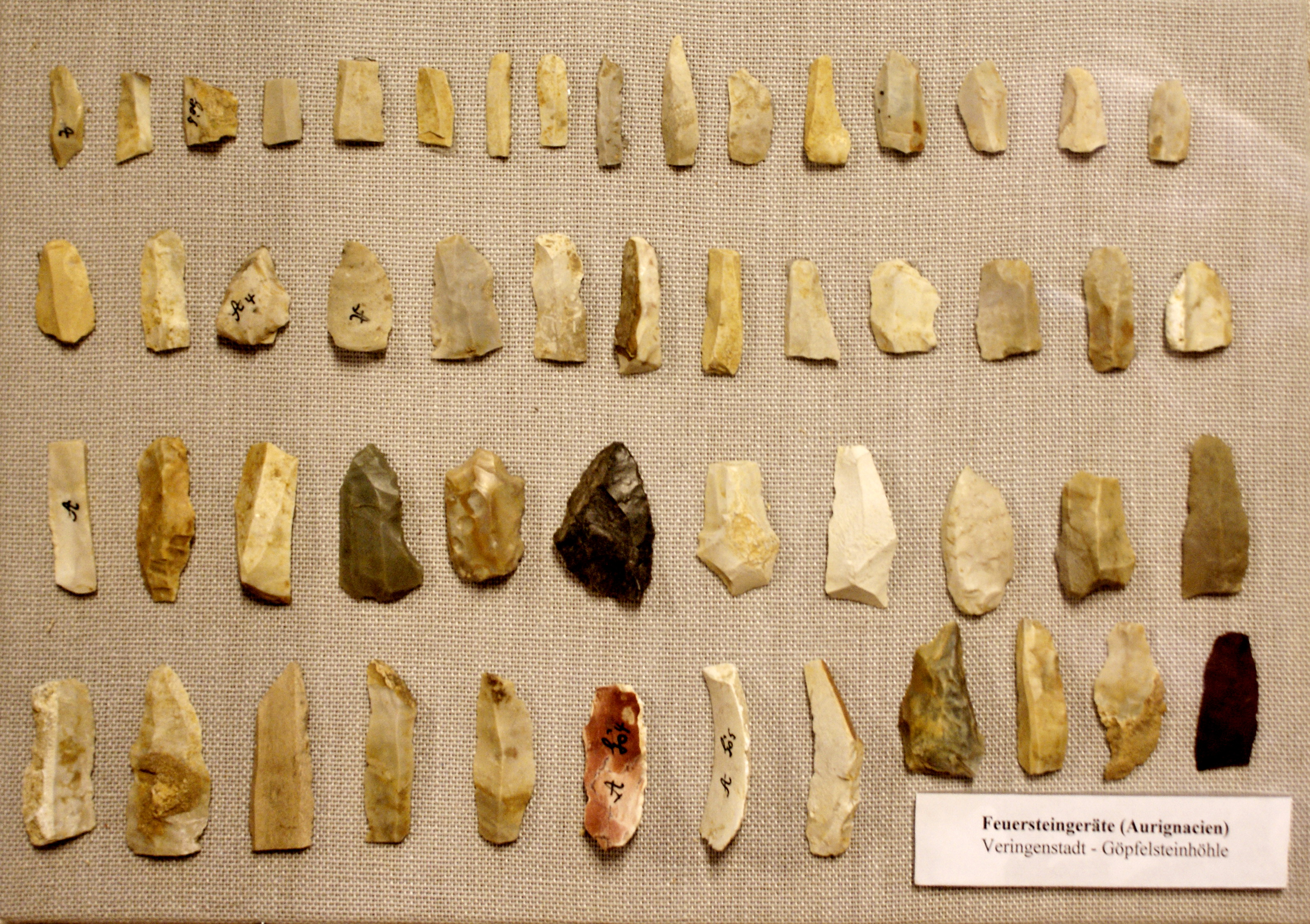
Aurignacien – Feuersteingeräte, Fundstücke aus der Göpfelstein- und Nikolaushöhle im Heimatmuseum Veringenstadt

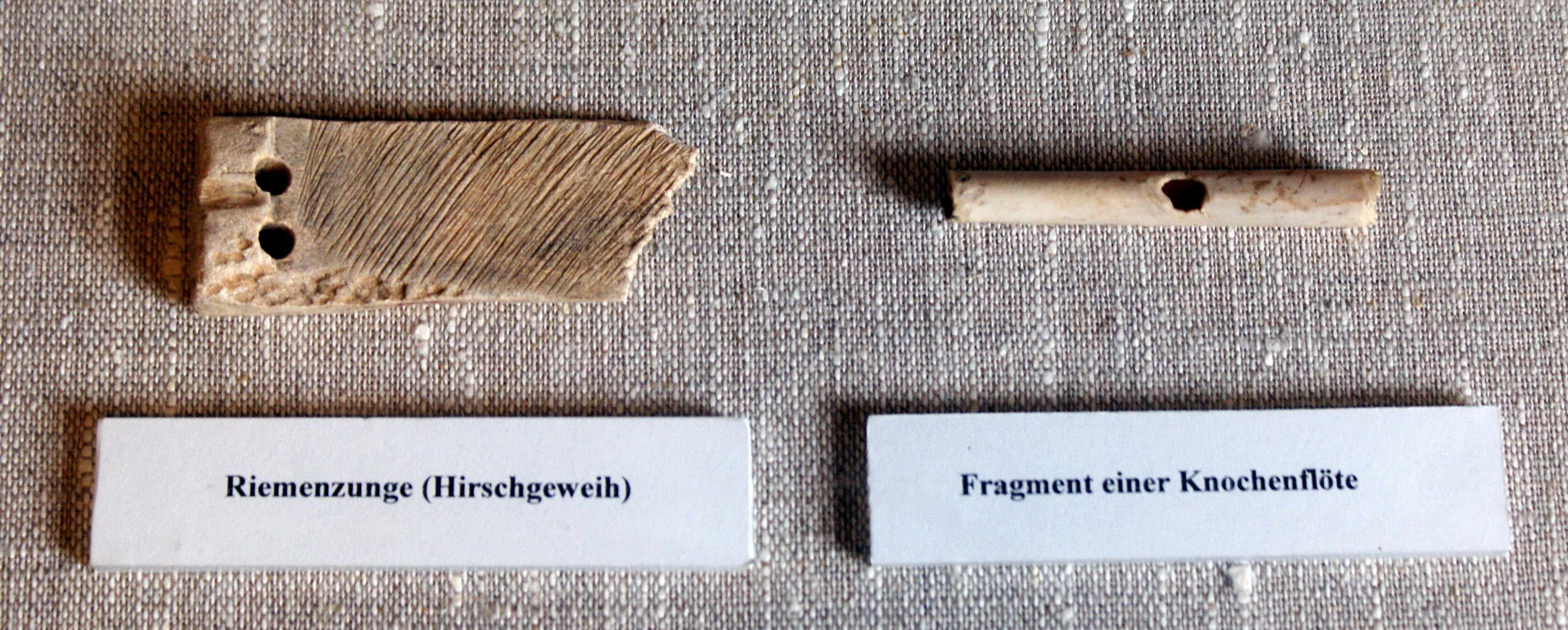
Riemenzunge und Fragment einer Knochenflöte.

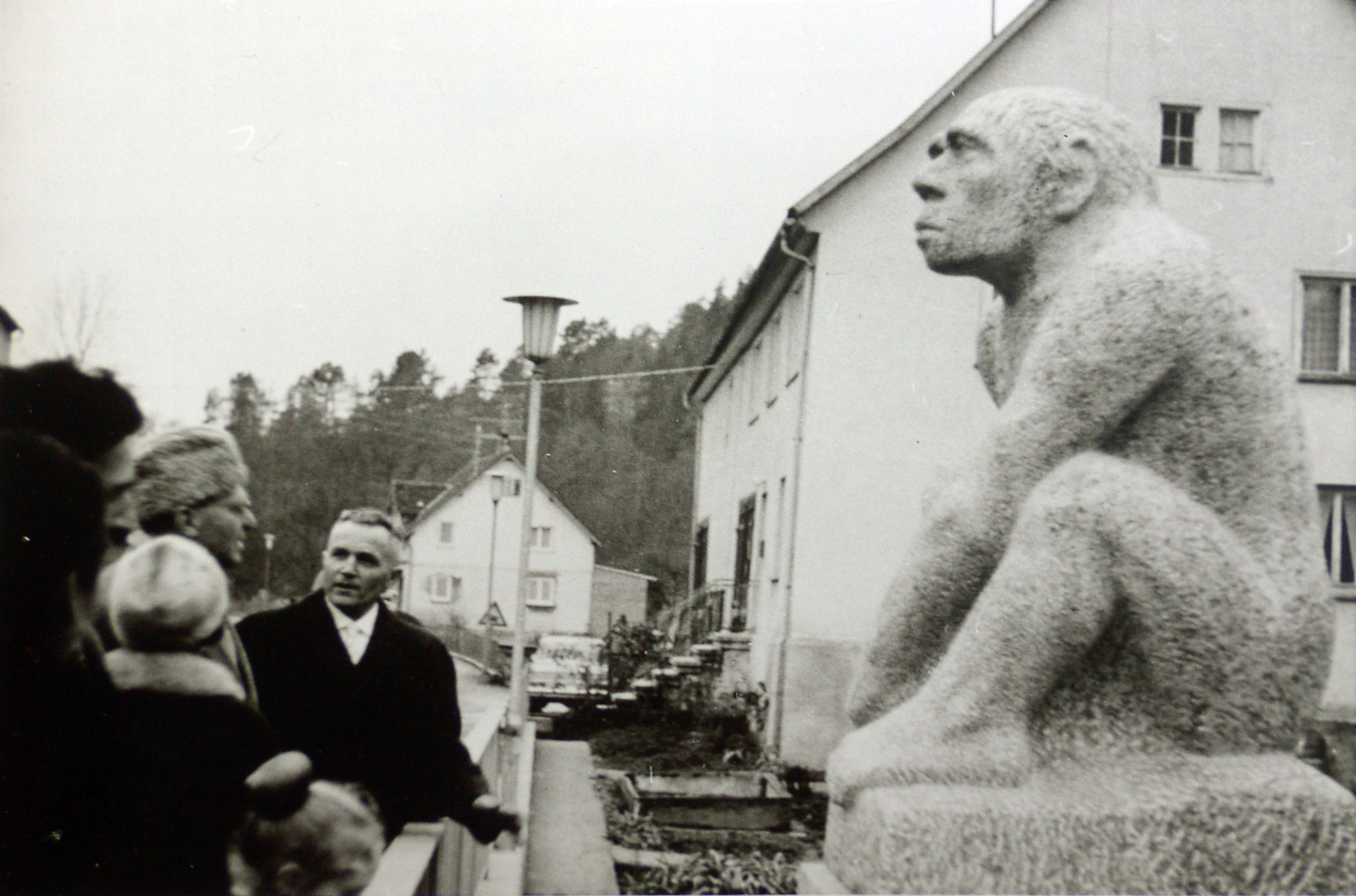
Neandertaler-Skulptur; Einweihung am 31. Dezember 1965. Regierungspräsident Willi Birn (2. v. re.) und Bürgermeister Stefan Fink (re). Entwurf: Adolf Rieth, Tübingen. Bildhauer: Eduard Raach, Eningen.

Die Darstellung der Besiedelung während der Frühgeschichte in der Göpfelsteinhöhle und der Nikolaushöhle durch den Neandertalermenschen (Moustérien) und später durch den frühen anatomisch modernen Menschen (Aurignacien) nahm der Landeskonservator Adolf Rieth vor. Er wollte aber das Leben des Neandertalers und des jungpaläolithischen Menschen nicht nur mit originalen Steinwerkzeugen belegen, sondern auch die körperliche Erscheinung dieser altsteinzeitlichen Jäger zeigen. Dazu wurde eine plastische Rekonstruktion eines Neandertalers, dessen Gesicht lächelt, erstellt. Die Begründung lautete: So tierisch, wie man lange meinte, waren unsere frühen Vorfahren nicht; sie kannten durchaus Gefühle. Der Bildhauer Eduard Raach-Döttinger setzte den Entwurf in eine Plastik aus Muschelkalk um, die bei der unteren Lauchertbrücke steht.
Neben der plastischen Rekonstruktion im Museum hängen Lebensbilder aus dem Jägerdasein des Neandertalers. Die Bilder stammen von dem tschechischen Kunstmaler Zdeněk Burian, der für seine Bilder von prähistorischen Tieren und Menschen internationale Bekanntheit erreichte.
Aber nicht nur eiszeitliche Jäger hatten in den Veringenstadter Höhlen gelebt. Auch in der Jungsteinzeit, in der Spätbronzezeit und in keltischer Zeit hatten Menschen in diesen Höhlen Schutz gesucht und massenhaft Scherben und vereinzelte Stein- und Metallgeräte hinterlassen. Von diesen Originalen ist leider fast alles in den Wirren zum Ende des Zweiten Weltkriegs verloren gegangen.

## Alamannen
In der Mitte des Raumes liegt in einer Glasvitrine das Skelett eines Alamannen vom nahen Sigmaringen, das bis 1966 auf der Burg Hohenzollern ausgestellt war. Das Skelett, ein Mann in mittleren Jahren, zeigt auf dem Schädeldach schwere Hiebverletzungen.

## Hexenhemd und Folterinstrumente im Hexenprozess der Baderann 1680

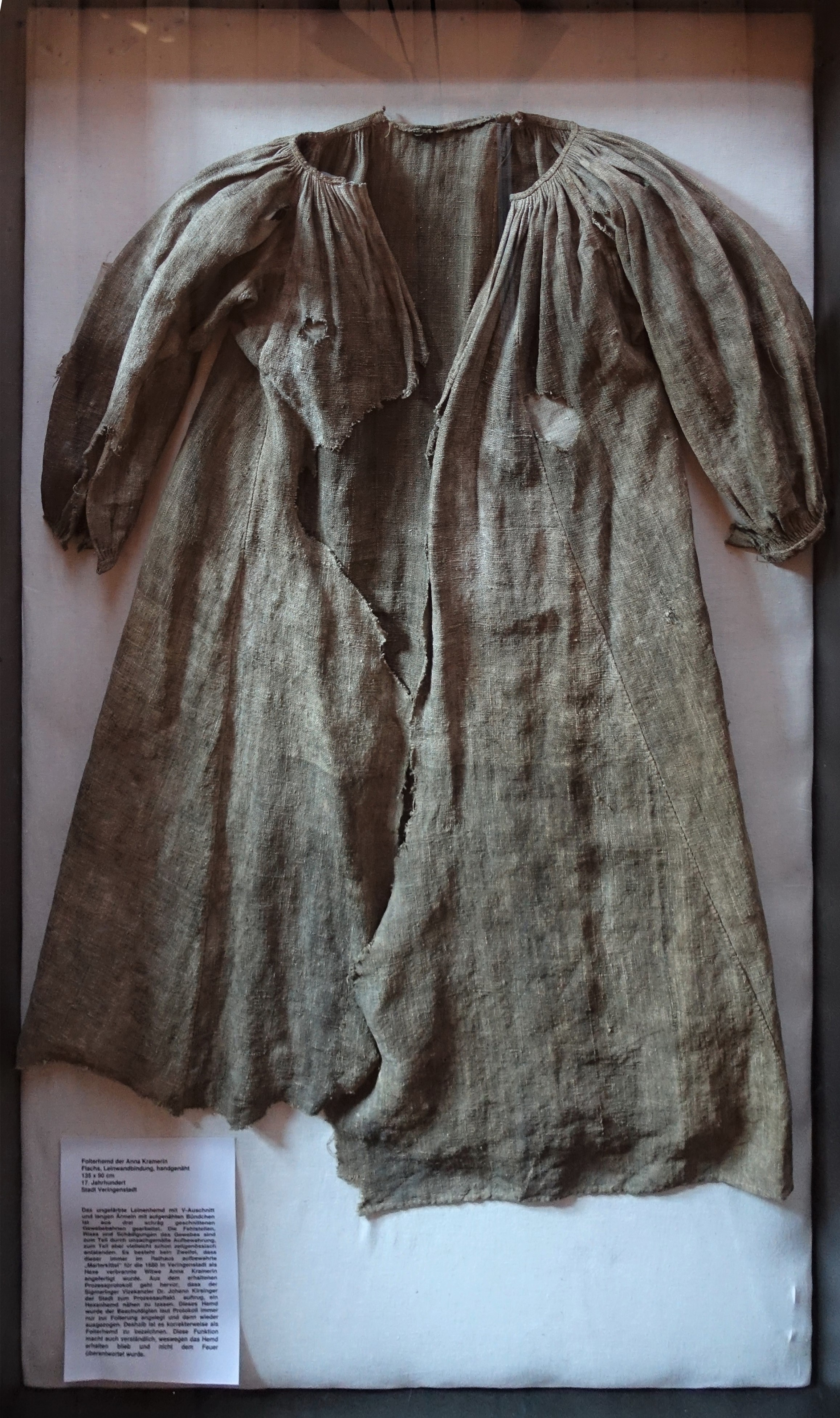
Folterhemd der Anna Kramerin, die 1680 in Veringenstadt als „Hexe“ verbrannt wurde. Flachs; Leinwandbindung; handgenäht 135 × 90 cm; 17. Jahrhundert.

Als Zeichen eigener Gerichtsbarkeit dieses kleinen Städtchens ist das breite Richtschwert ausgestellt. Außerdem eine eiserne Schandmaske, die der an den Pranger gestellten Person aufgesetzt wurde, ferner Halsgeigen und Kettenfesseln. Besonders beeindruckend ist ein schweres Steingewicht mit Eisenring, das für die Folterinstrument verwendet wurde.
Im Jahr 1680 wurde in Veringenstadt Anna Kramer, von der Bevölkerung Bader-Ann genannt, wegen Hexerei angeklagt. Während ihrer Vernehmungen musste die Bader-Ann dieses sogenannte Hexenhemd tragen, um „wahrhaftige Aussagen“ von ihr zu erhalten. Nach mehreren Folter-Torturen wurde sie als Hexe verurteilt und am 8. Juni 1680 enthauptet und verbrannt.
Das Hemd soll der Überlieferung nach vom 10. bis 17. Mai 1680, also in sieben Tagen, von sieben dreizehnjährigen Kindern gesponnen, gewoben und genäht worden sein. In die Säume wurden geweihte „magische Zettel“ eingenäht, die gemäß dem Aberglaube den „Einfluss des Teufels auf die Person“, die dieses Hemd trägt, verhindern sollten.
Das Hemd besteht aus grobem Leinen und hat halblange Ärmel. In der Halspartie ist es in feine Falten gelegt. Die vielen kleinen Löcher kommen daher, dass hier Pentagramme und andere Zeichen eingenäht waren, die später als unheilabwehrende Amulette wieder herausgeschnitten wurden.
Das Hexenhemd der Bader-Ann ist das einzig bekannte seiner Art, das heute noch erhalten ist.
Der letzte Hexenprozess in Veringenstadt im Jahre 1680 ist in einem ausführlichen Gerichts- und Folterprotokoll dokumentiert: Hexenprozess der Bader-Ann.
Im Original können besichtigt werden:
- Der Raum, in dem der Hexenprozess von 1680 abgehalten wurde
- Der Richtertisch, an dem über die Bader-Ann verhandelt wurde
- Die Folterwerkzeuge, die bei der Tortur angewendet wurden
- Das sogenannte Hexenhemd, das sie während der Folter getragen hatte
- Das Richtschwert, mit dem sie enthauptet wurde
- Die Folterkammer befand sich direkt neben dem Ratssaal und war bis in die 1950er Jahre das Ortsgefängnis

## Zunftgegenstände
Die Zunftwappen im städtischen Museum enthalten die handwerklichen Embleme der verschiedenen Berufe. Die Zünfte waren weltliche Berufs-Vereinigungen mit kirchlicher Prägung. Die Tafeln wurden an die Decke gehängt und je nach Amtshandlung so gedreht, dass die aktuell handelnde Berufsgruppe zu sehen war.
Zunftordnung der Stadt Veringen aus dem Jahre 1695.

## Alte Gebrauchsgegenstände

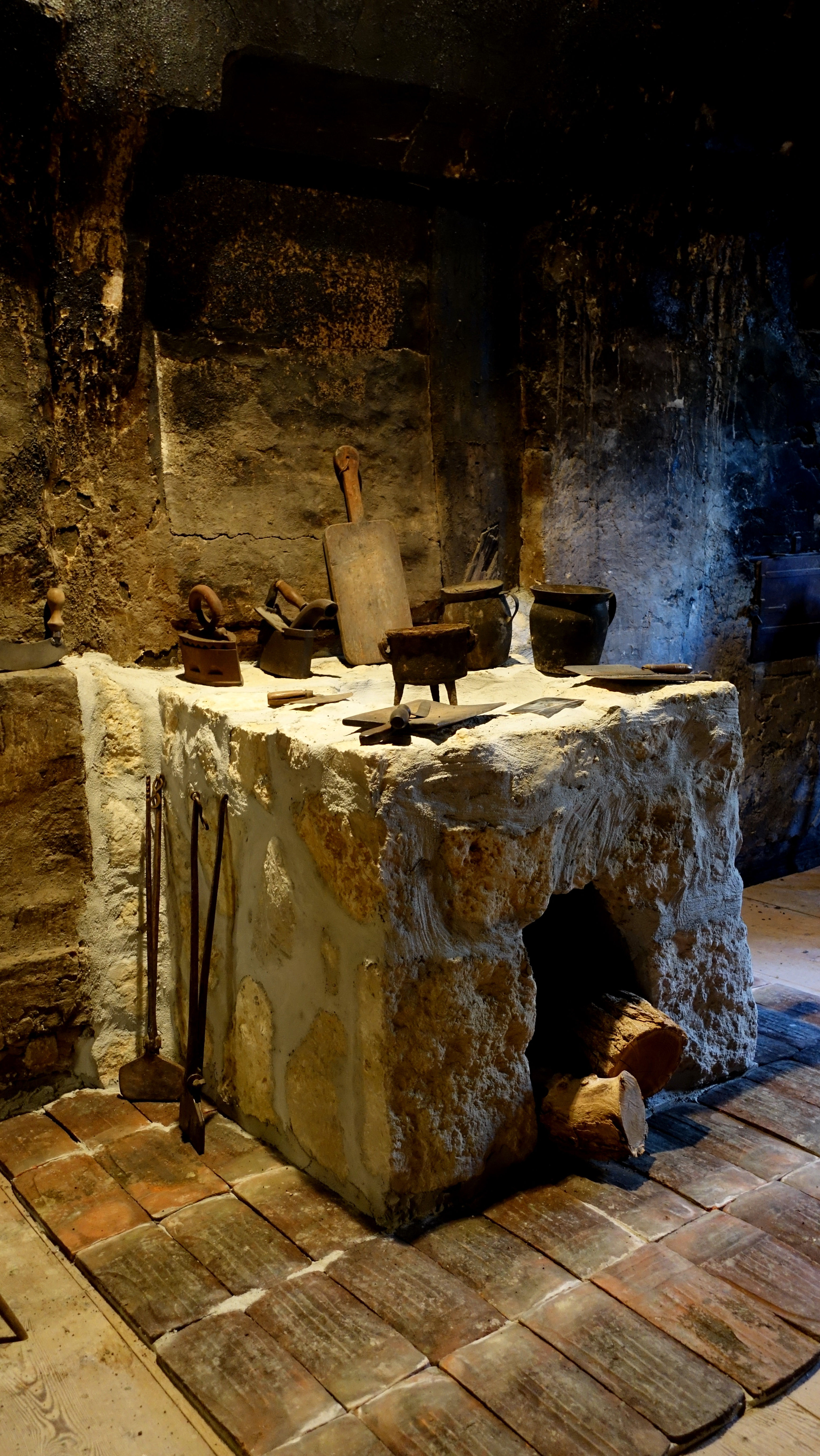
Heimatmuseum Veringenstadt: Gemauerte Herdstelle
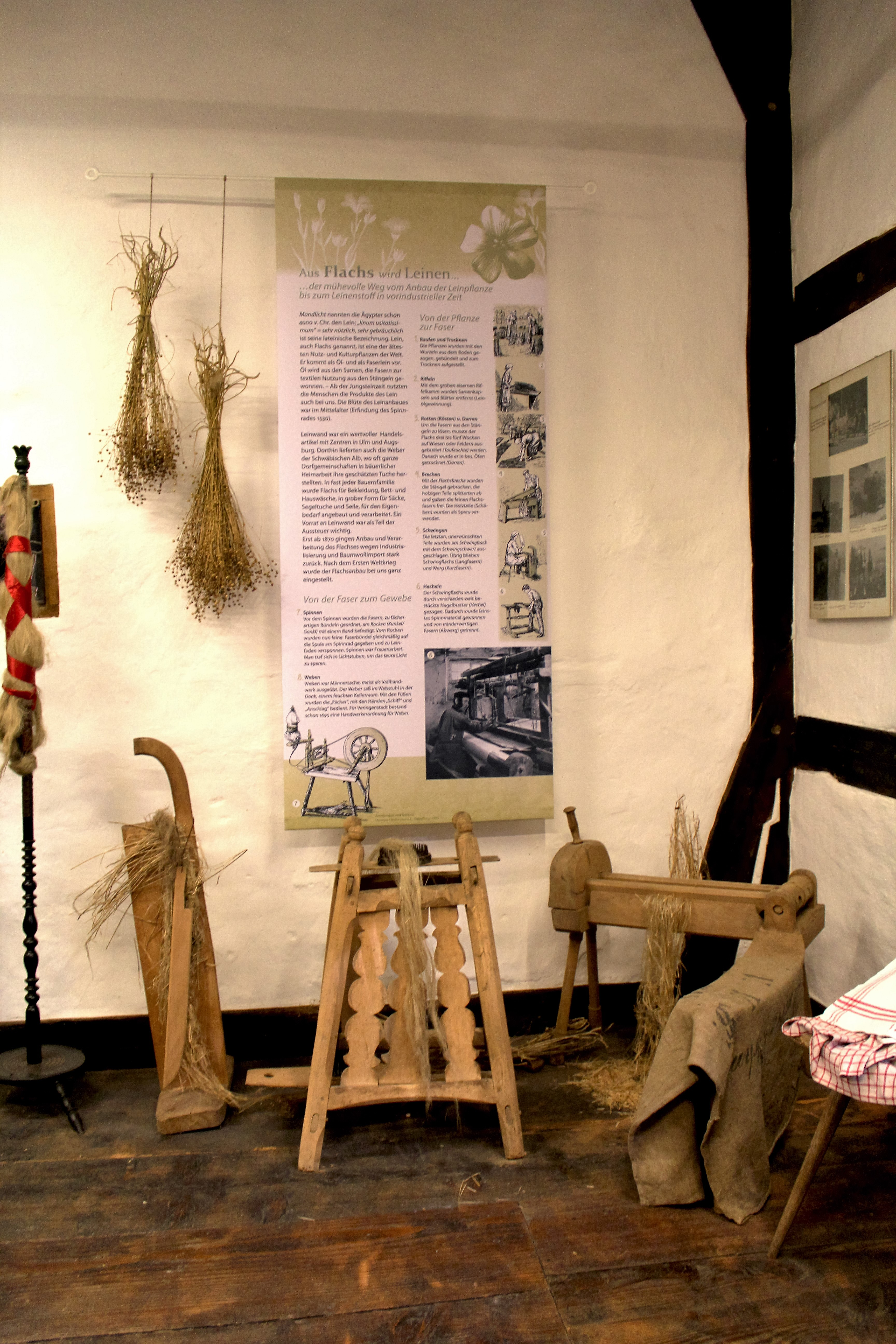
Heimatmuseum Veringenstadt: Flachsnutzung
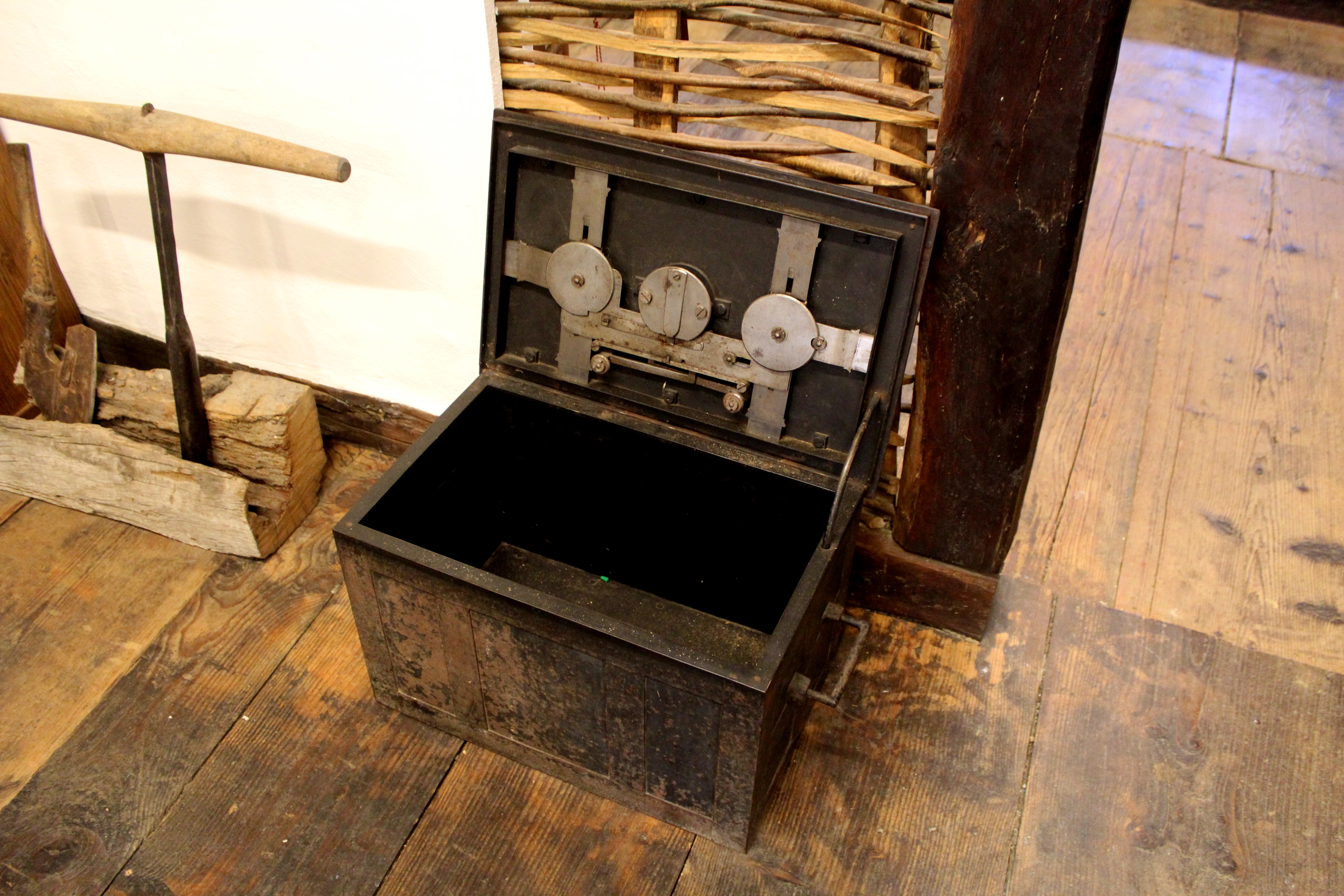
Heimatmuseum Veringenstadt: Zunfttruhe
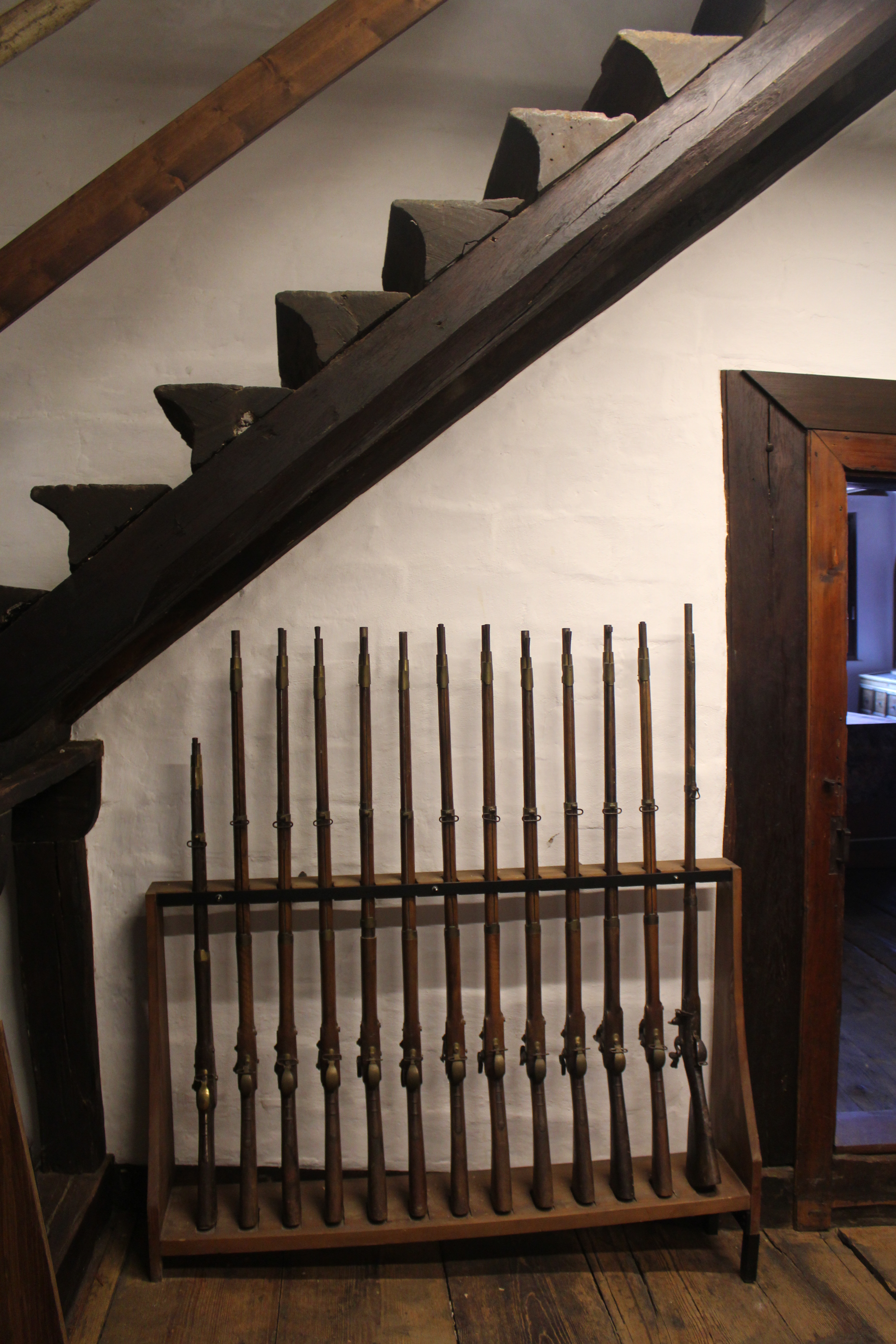
Heimatmuseum Veringenstadt: Mittelalterliche Treppe und Gewehre aus dem 19. Jahrhundert.
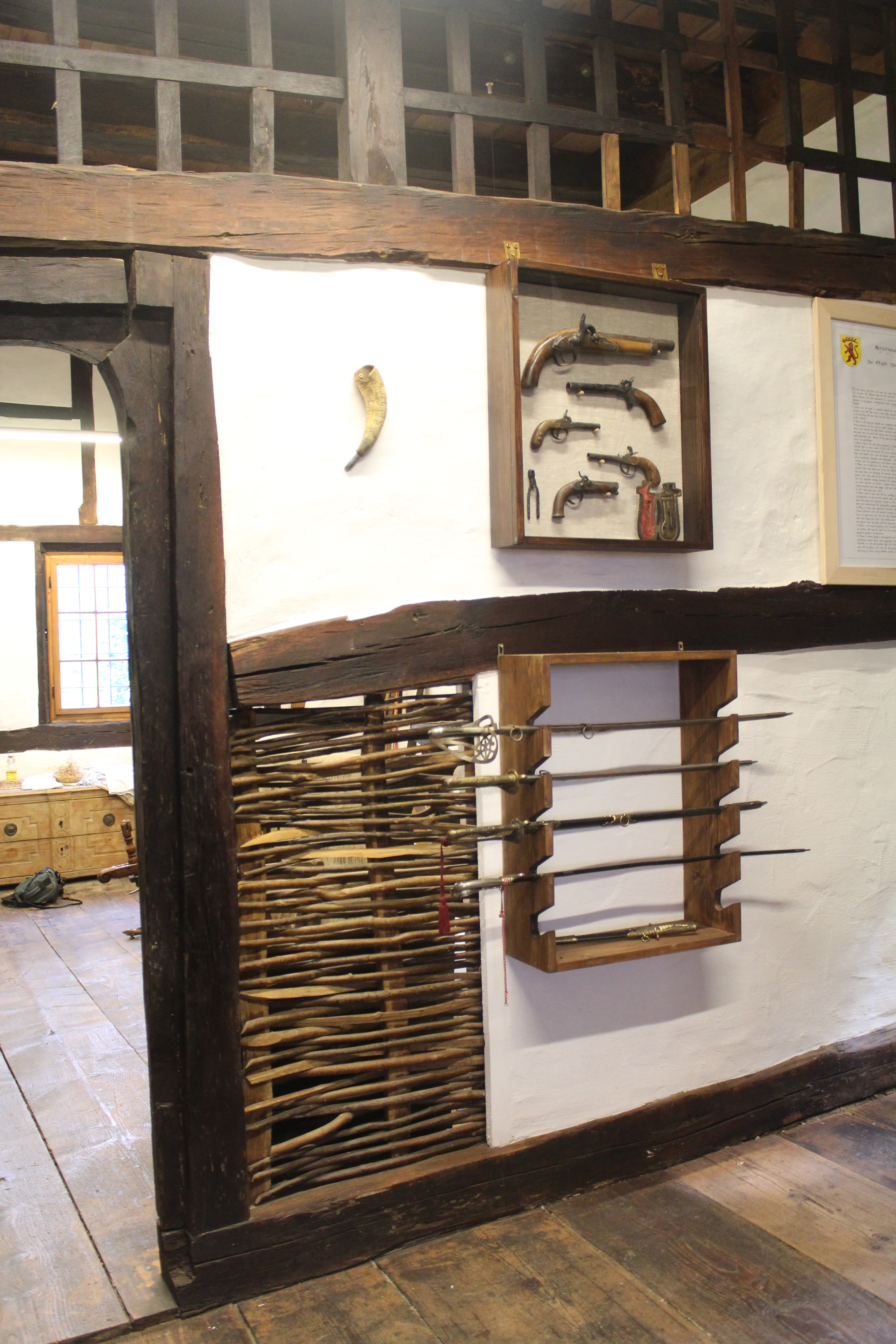
Heimatmuseum Veringenstadt: Pistolen, Säbel und geflochtenes Mauerwerk im Fachwerk des Rathauses.
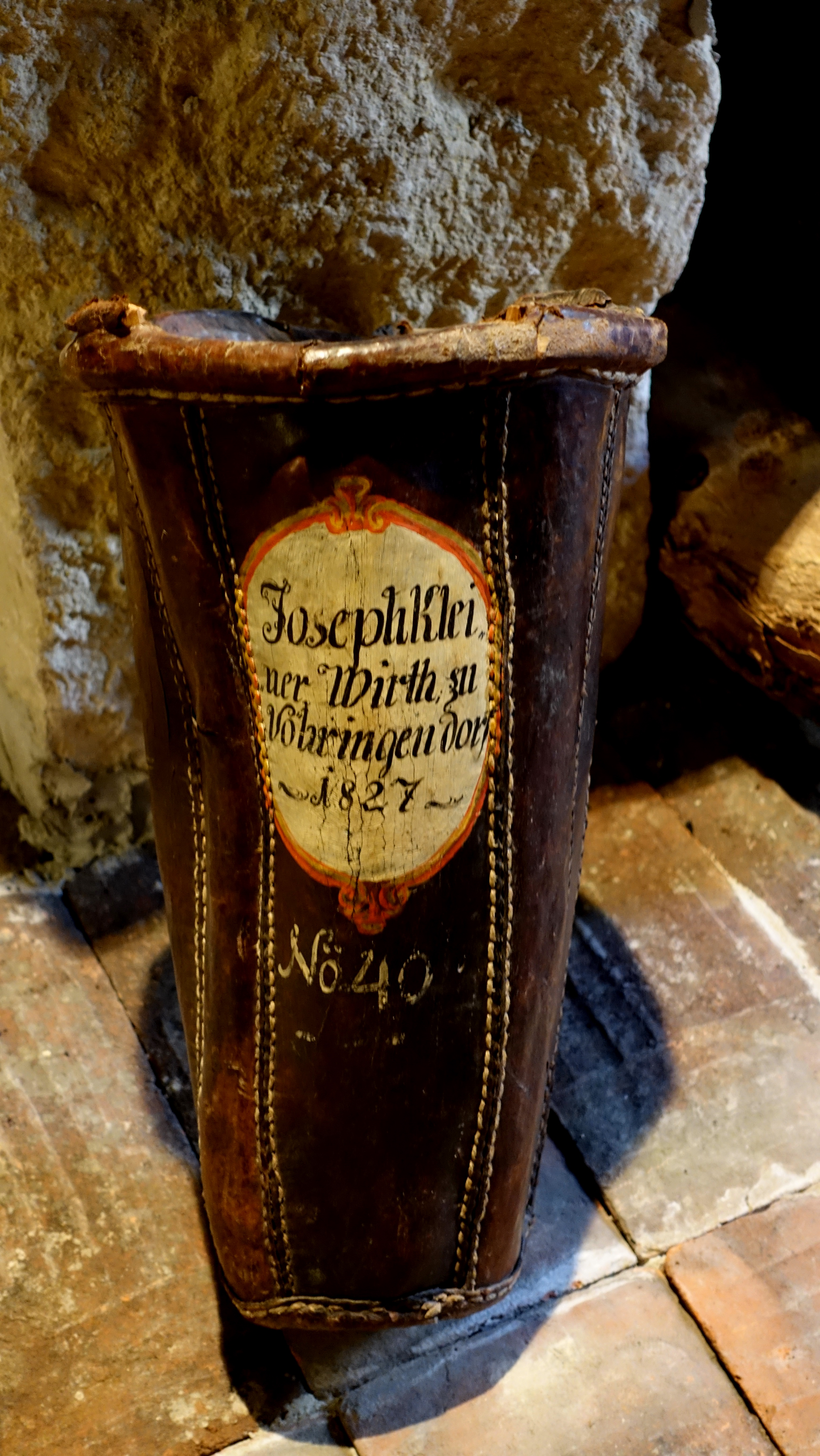
Heimatmuseum Veringenstadt: Feuerlöscheimer aus Leder mit der Aufschrift: Joseph Kleiner Wirth zu Vöhringendorf 1827
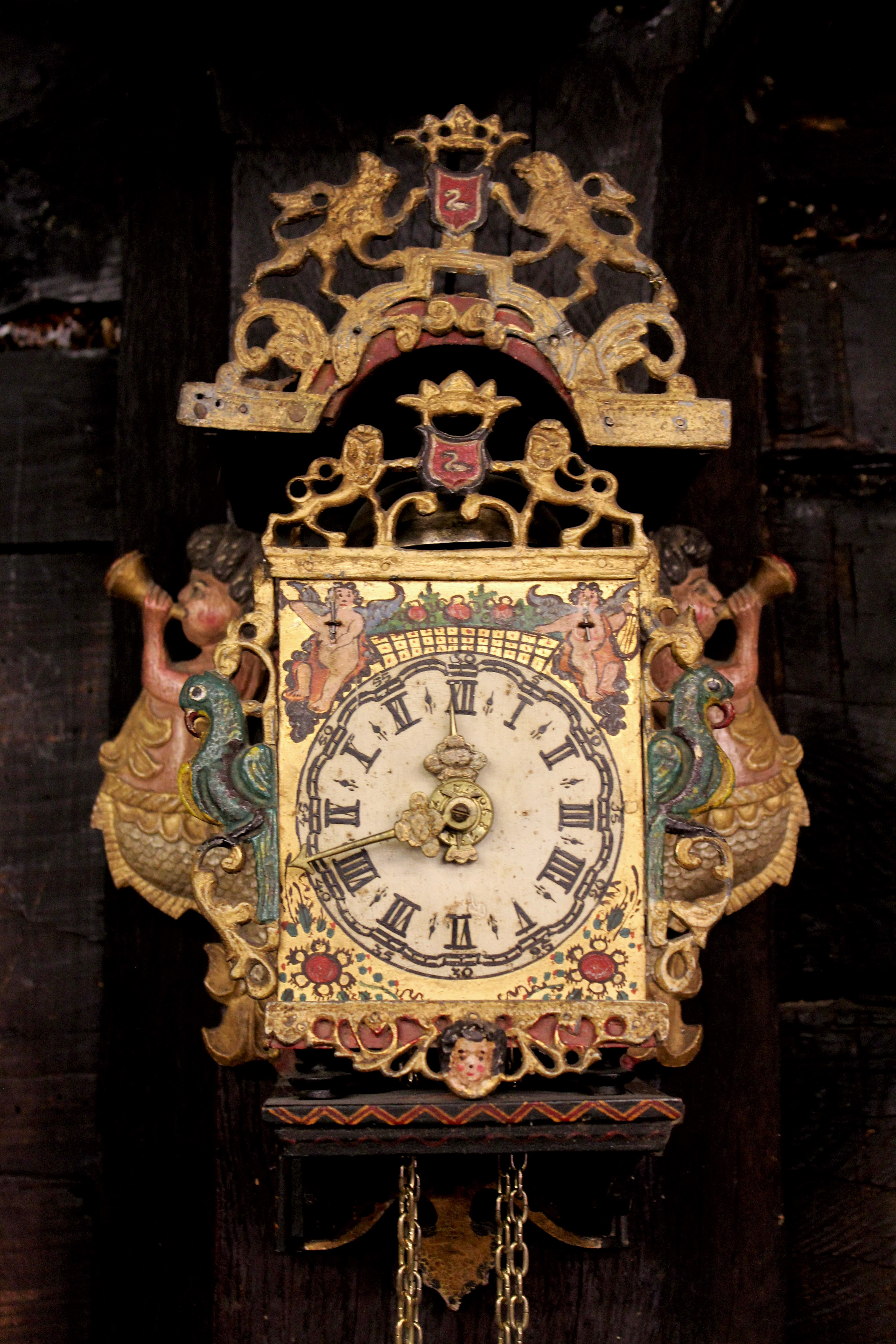
Heimatmuseum Veringenstadt: Niederländische Stoelklok (Stuhl-Uhr) im Heimatmuseum Veringenstadt. Aufschrift auf der Rückseite: 14. Juni 1906. Geleverd too A. Heinzelmann. Horlogen Utrecht Holland. Auf der Rückseite des Ziffernblattes steht: F. Pfaff 1917. Wahrscheinlich Friedrich Pfaff geb. 1872 in Veringenstadt.